# Diocesi di Guadix

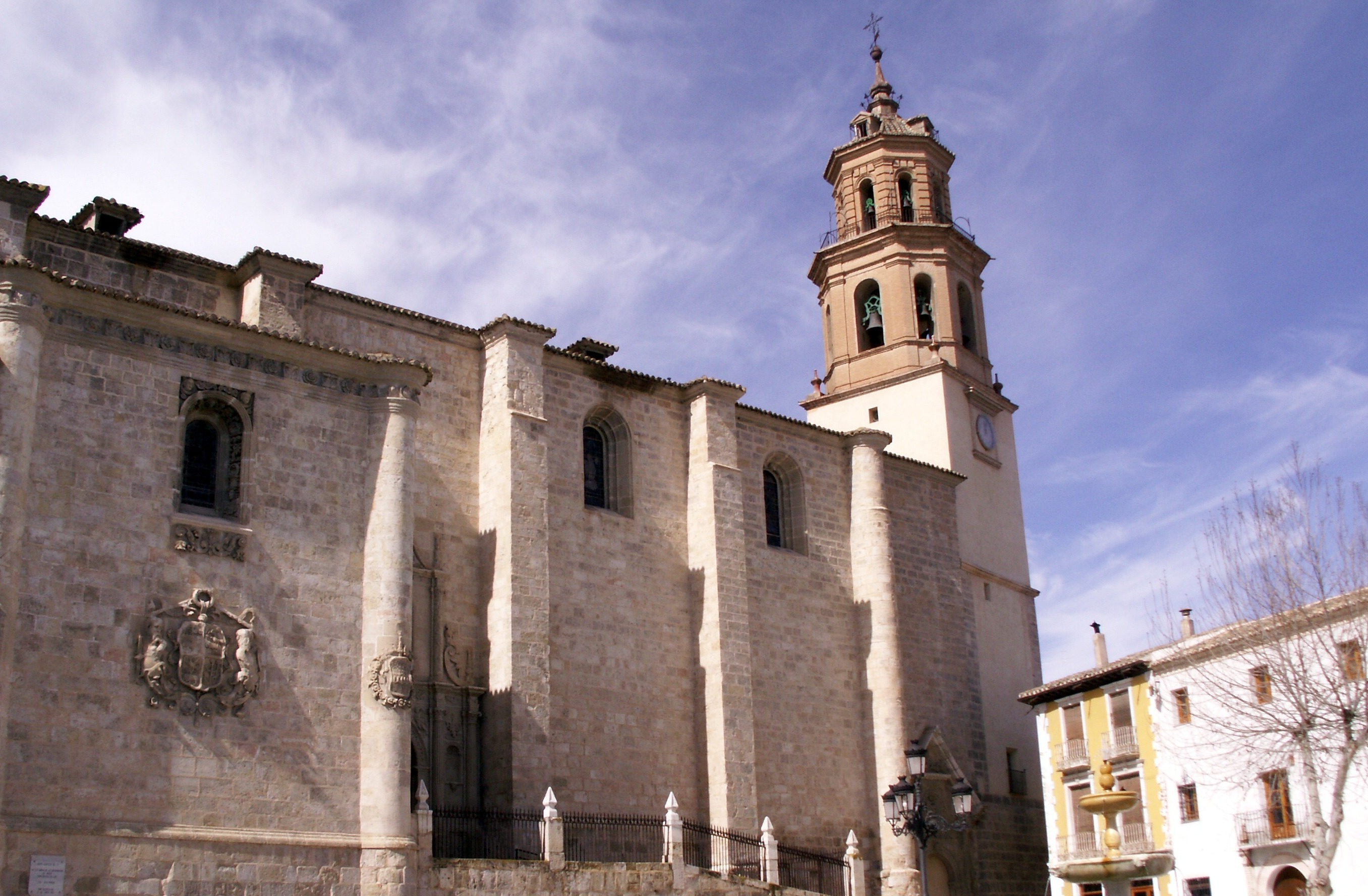
La concattedrale di Nostra Signora dell'Incarnazione a Baza.

La diocesi di Guadix (in latino Dioecesis Guadicensis) è una sede della Chiesa cattolica in Spagna suffraganea dell'arcidiocesi di Granada. Nel 2023 contava 95.600 battezzati su 97.635 abitanti. È retta dal vescovo Francisco Jesús Orozco Mengíbar.

## Territorio
La diocesi comprende la parte nord-orientale della provincia di Granada.
Sede vescovile è la città di Guadix, dove si trova la cattedrale di Nostra Signora dell'Annunciazione. A Baza si trova la concattedrale di Nostra Signora dell'Incarnazione.
Il territorio è suddiviso in 74 parrocchie, raggruppate in 7 arcipresbiterati: Baza, El Fardes, Guadix, El Jabalcón, El Marquesado, Los Montes, Sagra-Huéscar.

## Storia
Secondo una ricostruzione storica, la diocesi di Guadix potrebbe derivare dall'antica diocesi di Acci, di cui fu vescovo san Torquato, il primo dei sette Viri apostolici a cui si attribuisce l'evangelizzazione della Spagna nel I secolo. I vescovi di Acci furono presenti ai Concili di Toledo e la successione apostolica si mantenne almeno fino a metà dell'VIII secolo, quando a causa dell'invasione araba se ne persero le tracce.
Molto simile è la storia dell'antica diocesi di Basti, l'odierna Baza, di cui si hanno notizie a partire dal IV secolo fino all'invasione araba.
Nel XV secolo Guadix e Baza, ancora in mano ai musulmani, divennero sedi titolari.
Il 21 maggio 1492 il cardinale Pedro González de Mendoza con una sua bolla, che faceva seguito alla bolla di papa Innocenzo VIII del 4 agosto 1486, eresse la diocesi di Guadix-Baza, unendo le due sedi. La cattedrale fu posta in Guadix con un capitolo di 26 canonici, mentre a Baza fu eretta una collegiata sottoposta ad un abate. Originariamente la diocesi aveva limiti territoriali derivati da quelli delle diocesi antiche ed era suffraganea dell'arcidiocesi di Toledo.
Il 4 dicembre 1492 in forza di una bolla di papa Alessandro VI la diocesi entrò a far parte della provincia ecclesiastica dell'arcidiocesi di Granada.
Nello stesso anno 1492 fu aperto a Guadix l'ospedale della Carità, per «gli infermi di tutte le classi, tranne i contagiosi»; l'anno successivo a Baza fu inaugurato l'ospedale di san Giacomo, seguito da quello della Trinità a partire dal 1543.
Il processo di cristianizzazione delle terre riconquistate fu completato verso la metà del XVI secolo, quando si tenne l'importante sinodo diocesano del vescovo Pérez de Ayala (1554).
Nel 1595 fu istituito il primo seminario diocesano, dedicato a san Torquato. A partire dal 1603 anche Baza poté avere un proprio seminario, dedicato all'Immacolata Concezione.
Il 18 maggio 1790 la diocesi fu divisa amministrativamente in quattro zone, ma il 14 maggio 1867 sarà decisa una riorganizzazione territoriale articolata in cinque arcipresbiterati.
Nel 1804 fu fondato a Guadix l'Ospizio reale o Casa di Misericordia, che fu attiva per circa quarant'anni: nel 1842 motivi economici resero necessaria la liquidazione degli immobili.
Con il Concordato del 1851, la collegiata di Baza fu soppressa insieme al suo seminario e la diocesi assunse ufficialmente il nome di diocesi di Guadix, sebbene rimanga tuttora diffusa anche la denominazione di diocesi di Guadix-Baza.
Nel 1947 e nel 1952 verranno fondati altri due seminari: rispettivamente quello estivo, che ebbe vita breve, e l'attuale seminario maggiore di san Torquato.
Il 23 aprile 1954 e il 10 luglio 1957, con due distinti decreti della Congregazione Concistoriale, furono rivisti i confini della diocesi per farli coincidere con quelli della provincia civile, in applicazione del concordato tra la Santa Sede e il governo spagnolo del 1953. La diocesi di Guadix cedette le parrocchie di Piñara, Alba, Abrucena, Doña María, Escullar e Ocaña alla diocesi di Almería, ed acquisì l'arcipresbiterato di Huescar dall'arcidiocesi di Toledo.
Dal 1966 la diocesi è suddivisa in sette arcipresbiterati, riorganizzati secondo criteri pastorali nel 1979.

## Cronotassi dei vescovi
Si omettono i periodi di sede vacante non superiori ai 2 anni o non storicamente accertati.

### Vescovi di Acci
- San Torquato † (circa 65)
- Felice † (menzionato nel 306)
- Liliolo † (prima del 589 - dopo il 594)
- Paolo † (menzionato nel 607 circa)
- Stefano †
- Clarenzio † (prima del 633 - dopo il 636)
- Giusto † (prima del 638 - dopo maggio 652 circa)
- Giuliano † (menzionato nel 653)
- Magnario † (menzionato nel 655 e nel 656)
- Ricila † (prima del 675 - dopo il 688)
- San Frodario † (menzionato nel 720)
- Quirico † (menzionato nell'839)

### Vescovi titolari di Guadix
- Nicolás † (1401 - ?)
- Pedro † (1433 - ?)
- Fernando de Atienza, O.F.M. † (19 febbraio 1434 - ? deceduto)
- Pedro de Ocaña, O.F.M. † (24 febbraio 1472 - ? deceduto)

### Vescovi di Guadix-Baza
- García de Quijada, O.F.M. † (21 maggio 1490 - 1522 deceduto)
- Pedro González Manso † (31 agosto 1523 - 26 ottobre 1524 nominato vescovo di Tui)
- Gaspar de Ávalos de la Cueva † (14 novembre 1524 - 22 gennaio 1528 nominato arcivescovo di Granada)
- Antonio de Guevara, O.F.M. † (22 gennaio 1528 - 11 aprile 1537 nominato vescovo di Mondoñedo)
- Antonio del Águila Vela y Paz † (11 aprile 1537 - 9 aprile 1546 nominato vescovo di Zamora)
- Martín Pérez de Ayala † (16 maggio 1548 - 17 luglio 1560 nominato vescovo di Segovia)
- Melchor Álvarez de Vozmediano † (4 settembre 1560  - 1570 dimesso)
- Julián Ramírez, O.S.Iacobi † (15 dicembre 1574 - 1581 dimesso)
- Juan Alonso Moscoso † (6 luglio 1582 - 30 agosto 1593 nominato vescovo di León)
- Juan Fonseca † (15 novembre 1593 - 16 novembre 1604 deceduto)
- Juan Orozco Covarrubias y Leiva † (16 gennaio 1606 - 23 giugno 1610 deceduto)
- Juan Nicolás Carriazo † (10 ottobre 1611 - 9 marzo 1617 deceduto)
- Jerónimo Herrera Salazar † (2 ottobre 1617 - 30 luglio 1619 deceduto)
- Plácido Tosantos Medina, O.S.B. † (6 aprile 1620 - 12 febbraio 1624 nominato vescovo di Zamora)
- Juan Arauz Díaz, O.F.M. † (7 ottobre 1624 - 16 agosto 1635 deceduto)
- Juan Dionisio Fernández Portocarrero † (28 gennaio 1636 - 16 luglio 1640 nominato vescovo di Cadice)
- Juan Queipo de Llano y Valdés † (13 agosto 1640 - 13 luglio 1643 nominato vescovo di Coria)
- Francisco Pérez Roy † (3 agosto 1643 - 25 aprile 1648 deceduto)
- Bernardino Rodríguez de Arriaga, O.S.A. † (7 dicembre 1648 - 1651 deceduto)
- Diego Serrano Sotomayor, O. de M. † (29 aprile 1652 - 5 ottobre 1652 deceduto)
- José de Laynez y Gutiérrez, O.S.A. † (17 marzo 1653 - 14 ottobre 1667 deceduto)
- Diego de Silva y Pacheco, O.S.B. † (27 febbraio 1668 - 27 maggio 1675 nominato vescovo di Astorga)
- Clemente Álvarez, O.P. † (15 luglio 1675 - 17 giugno 1688 deceduto)
- Juan de Villacé y Vozmediano † (27 settembre 1688 - 13 agosto 1693 nominato vescovo di Plasencia)
- Pedro de Palacios y Tenorio, O.P.  † (8 giugno 1693 - prima del 31 luglio 1702 dimesso)
- Juan Feyjóo González de Villalobos, O.Carm. † (31 luglio 1702 - febbraio 1706 deceduto)
- Juan Montalbán Gómez, O.P. † (13 settembre 1706 - 16 settembre 1720 nominato vescovo di Plasencia)
- Felipe de los Tueros Huerta † (3 febbraio 1721 - 20 gennaio 1734 nominato arcivescovo di Granada)
- Francisco Salgado Quirago † (24 marzo 1734 - aprile 1744 deceduto)
- Andrés Licht Barrera † (25 gennaio 1745 - 17 gennaio 1750 dimesso)
- Miguel Valejo Berlanga, O.SS.T. † (19 gennaio 1750 - 17 maggio 1757 deceduto)
- Francisco Alejandro Bocanegra Jivaja † (19 dicembre 1757 - 8 marzo 1773 nominato arcivescovo di Santiago di Compostela)
- Bernardo Lorca Quiñones, O.S.H. † (15 marzo 1773 - 19 gennaio 1798 deceduto)
- Raimundo Melchor Magi Gómez, O. de M. † (14 agosto 1798 - 25 settembre 1803 deceduto)
- Marcos Cabello López, O.S.A. † (20 agosto 1804 - 6 settembre 1819 deceduto)
  - Sede vacante (1819-1824)
- Juan José Cordón Leyva † (3 maggio 1824 - 3 aprile 1827 deceduto)
- José Uraga Pérez † (28 gennaio 1828 - 3 settembre 1840 deceduto)
  - Sede vacante (1840-1850)
- Antonio Lao Cuevas † (7 gennaio 1850 - 14 luglio 1850 deceduto)

### Vescovi di Guadix
- Juan José Arbolí Acaso † (18 marzo 1852 - 22 dicembre 1853 nominato vescovo di Cadice)
- Mariano Martínez Robledo y Robledo † (7 aprile 1854 - 3 febbraio 1855 deceduto)
  - Sede vacante (1855-1857)
- Antonio Rafael Domínguez Valdecañas † (25 settembre 1857 - 21 dicembre 1865 deceduto)
- Mariano Brezmes Arredondo † (25 giugno 1866 - 17 settembre 1875 nominato vescovo di Astorga)
- Vicente Pontes y Cantelar, O.S.A. † (17 settembre 1875 - 18 marzo 1893 deceduto)
- Maximiano Fernández del Rincón y Soto Dávila † (21 maggio 1894 - 24 luglio 1907 deceduto)
- Timoteo Hernández Mulas † (19 dicembre 1907 - 19 marzo 1921 deceduto)
- Ángel Marquina y Corrales † (6 settembre 1922 - 1º gennaio 1928 deceduto)
- Beato Manuel Medina Olmos † (2 ottobre 1928 - 30 agosto 1936 deceduto)
  - Sede vacante (1936-1943)[4]
- Rafael Álvarez Lara † (10 giugno 1943 - 10 marzo 1965 nominato vescovo di Maiorca)
- Gabino Díaz Merchán † (23 luglio 1965 - 4 agosto 1969 nominato arcivescovo di Oviedo)
- Antonio Dorado Soto † (31 marzo 1970 - 1º settembre 1973 nominato vescovo di Cadice e Ceuta)
  - Sede vacante (1973-1976)
- Ignacio Noguer Carmona † (10 settembre 1976 - 19 ottobre 1990 nominato vescovo coadiutore di Huelva)
- Juan García-Santacruz Ortiz † (31 marzo 1992 - 3 dicembre 2009 ritirato)
- Ginés Ramón García Beltrán (3 dicembre 2009 - 3 gennaio 2018 nominato vescovo di Getafe)
- Francisco Jesús Orozco Mengíbar, dal 30 ottobre 2018

## Statistiche
La diocesi nel 2023 su una popolazione di 97.635 persone contava 95.600 battezzati, corrispondenti al 97,9% del totale.
| anno | popolazione | popolazione | popolazione | presbiteri | presbiteri | presbiteri | presbiteri                | diaconi | religiosi | religiosi | parrocchie |
| anno | battezzati  | totale      | %           | numero     | secolari   | regolari   | battezzati per presbitero | diaconi | uomini    | donne     | parrocchie |
| ---- | ----------- | ----------- | ----------- | ---------- | ---------- | ---------- | ------------------------- | ------- | --------- | --------- | ---------- |
| 1950 | 180.000     | 180.000     | 100,0       | 73         | 69         | 4          | 2.465                     |         | 4         | 132       | 74         |
| 1970 | 164.985     | 164.985     | 100,0       | 97         | 96         | 1          | 1.700                     |         | 4         | 192       | 107        |
| 1980 | 140.000     | 145.000     | 96,6        | 82         | 75         | 7          | 1.707                     |         | 10        | 187       | 107        |
| 1990 | 132.500     | 136.500     | 97,1        | 77         | 74         | 3          | 1.720                     |         | 6         | 178       | 107        |
| 1999 | 112.789     | 114.789     | 98,3        | 75         | 70         | 5          | 1.503                     |         | 13        | 160       | 108        |
| 2000 | 110.489     | 112.489     | 98,2        | 71         | 68         | 3          | 1.556                     |         | 11        | 152       | 74         |
| 2001 | 110.489     | 112.489     | 98,2        | 72         | 69         | 3          | 1.534                     |         | 14        | 171       | 74         |
| 2002 | 110.489     | 112.489     | 98,2        | 73         | 69         | 4          | 1.513                     |         | 14        | 167       | 74         |
| 2003 | 107.254     | 109.254     | 98,2        | 71         | 67         | 4          | 1.510                     |         | 12        | 143       | 74         |
| 2004 | 107.254     | 109.254     | 98,2        | 75         | 71         | 4          | 1.430                     |         | 12        | 142       | 74         |
| 2006 | 107.000     | 109.254     | 97,9        | 71         | 65         | 6          | 1.507                     |         | 13        | 135       | 73         |
| 2013 | 109.000     | 111.200     | 98,0        | 59         | 55         | 4          | 1.847                     |         | 10        | 115       | 74         |
| 2016 | 98.000      | 102.263     | 95,8        | 56         | 54         | 2          | 1.750                     |         | 9         | 99        | 74         |
| 2019 | 95.880      | 99.082      | 96,8        | 53         | 51         | 2          | 1.809                     |         | 16        | 88        | 74         |
| 2021 | 95.439      | 97.939      | 97,4        | 51         | 49         | 2          | 1.871                     |         | 16        | 83        | 74         |
| 2023 | 95.600      | 97.635      | 97,9        | 49         | 47         | 2          | 1.951                     |         | 16        | 74        | 74         |